# China Railways DF11 sorozat
A China Railways DF11 sorozat  egy kínai Co'Co' tengelyelrendezésű kvázi nagysebességű dízelmozdony-sorozat. A China Railways üzemelteti. A Qishuyan Locomotive Works összesen 459 db-ot gyártott belőle 1992 és 2005 között.
A mozdony feladata a nem villamosított vasútvonalakon a személyszállító vonatok vontatása 160 km/h sebességgel.

## Balesetek
A China Railways DF11 sorozat egyik tagja 2008 április 28-án összeütközött egy másik vonattal és kisiklott. A mozdonyt nem állították helyre, hanem leselejtezték.